# Fremington (Devon)
Fremington – wieś w Anglii, w hrabstwie Devon, w dystrykcie North Devon. Leży 56 km na północny zachód od miasta Exeter i 282 km na zachód od Londynu. W 2001 miejscowość liczyła 3923 mieszkańców.